# Saint-Honoré-les-Bains
Saint-Honoré-les-Bains è un comune francese di 859 abitanti situato nel dipartimento della Nièvre nella regione della Borgogna-Franca Contea.

## Società

### Evoluzione demografica
Abitanti censiti